# 莫薩爾
莫薩爾是白俄羅斯的城鎮，位於格盧博科耶以北20公里，距離首府維捷布斯克220公里，由維捷布斯克州負責管轄，1998年人口485。第二次世界大戰期間，納粹德國在1941年7月至1944年6月佔領該鎮。